# Italo dance
Italo dance (někdy zkráceně Italo či Nu-Italo) je italská verze eurodance, která byla populární v Evropě v devadesátých let .

## Historie
Italo dance vzniklo někdy v době, kdy italo disco přestávalo být populární a tudíž bylo nadměrně ovlivňováno eurodance. Při vzniku žánru stáli Cappella, Clubhouse a Gigi D'Agostino. Žánr definují radostné texty, syntezátorová perkuse a jednoduchá melodika.

## Interpreti
- Gigi D'Agostino
- Lady Violet
- Neja
- Kim Lukas
- Sarina Paris
- Mabel
- Gabry Ponte
- Dj Lhasa
- Eiffel 65
- Prezioso
- Molella
- Provenzano DJ
- Dj Ross
- Brothers
- Luca Zeta
- Hotel Saint George
- Jerremy Smith - Jaromír Kovář